# UFC 259
UFC 259: Błachowicz vs. Adesanya fue un evento de artes marciales mixtas producido por Ultimate Fighting Championship que tuvo lugar el 6 de marzo de 2021 en las instalaciones del UFC Apex en Enterprise, Nevada, parte del área metropolitana de Las Vegas, Estados Unidos.

## Antecedentes
El combate por el Campeonato de Peso Semipesado de la UFC entre Jan Błachowicz y el  Campeón de Peso Medio de la UFC Israel Adesanya encabezó el evento. Si tiene éxito, Adesanya se convertiría en el cuarto hombre en ser campeón en dos divisiones simultáneamente y en el quinto luchador en general (después de Conor McGregor en UFC 205, Daniel Cormier en UFC 226, Amanda Nunes en UFC 232 y Henry Cejudo en UFC 238), así como en la octava persona en general en ganar un título en diferentes divisiones. Esta ha sido la sexta vez en la historia de la UFC que campeones de diferentes divisiones luchan por el mismo título, después de UFC 94, UFC 205, UFC 226, UFC 232 y UFC Fight Night: Cejudo vs. Dillashaw. El ex retador al título Glover Teixeira sirvió de respaldo y de posible sustituto para esta combate.
El combate por el Campeonato Femenino de Peso Pluma de la UFC entre la actual campeona Amanda Nunes (también actual Campeona de Peso Gallo de la UFC) y la ex Campeona de Peso Pluma de Invicta FC, Megan Anderson, sirvió de evento coestelar. El emparejamiento estaba previsto inicialmente para UFC 256, pero Nunes se retiró debido a una lesión no revelada y el combate se pospuso.
Un combate por el Campeonato de Peso Gallo de la UFC entre el actual campeón Petr Yan y Aljamain Sterling completó la tríada de combates titulares. También estaban programados para UFC 256, pero Yan se retiró por problemas de visa y de viaje, lo que provocó el aplazamiento.
Se esperaba que un combate de peso mosca entre el ex retador del Campeonato de Peso Mosca de la UFC Tim Elliott (también ganador del peso mosca de The Ultimate Fighter: Tournament of Champions) y Jordan Espinosa tuviera lugar en UFC on ABC: Holloway vs. Kattar. Sin embargo, Espinosa dio positivo por COVID-19 a finales de diciembre y el emparejamiento se trasladó a este evento.
En este evento tuvo lugar un combate de peso ligero entre Islam Makhachev y Drew Dober. Anteriormente estaba previsto que se enfrentaran en abril de 2016 en UFC on Fox: Teixeira vs. Evans, pero el combate se canceló después de que Makhachev fallara en un control antidopaje fuera de competición, dando positivo por el antiisquémico prohibido meldonium.
Se esperaba que Randy Costa se enfrentara a Trevin Jones en un combate de peso gallo en el evento. Sin embargo, el 16 de febrero, Costa se retiró por una lesión no revelada y fue sustituido por Mario Bautista.
En el pesaje, Askar Askarov pesó 127 libras, una libra por encima del límite del combate de peso mosca sin título. Su combate se desarrolló con un peso acordado y se le impuso una multa de un porcentaje de su bolsa individual, que fue a parar a su oponente, el ex retador del título de peso mosca Joseph Benavidez.

## Resultados
1. ↑  Por el Campeonato de Peso Semipesado de la UFC.
2. ↑  Por el Campeonato de Peso Pluma Femenino de la UFC.
3. ↑  Por el Campeonato de Peso Gallo de la UFC.

## Premios de bonificación
Los siguientes luchadores recibieron bonificaciones de $50000 dólares.
- Pelea de la Noche: Kennedy Nzechukwu vs. Carlos Ulberg
- Actuación de la Noche: Kai Kara-France y Uroš Medić